# Saint-Rémy-la-Varenne
Saint-Remy-la-Varenne é uma ex-comuna francesa na região administrativa da Pays de la Loire, no departamento de Maine-et-Loire. Estendeu-se por uma área de 15,67 km². Em 2010 a comuna tinha 976 habitantes (densidade: 62,3 hab./km²).
Em 15 de dezembro de 2016 foi fundida com as comunas de Les Alleuds, Brissac-Quincé, Charcé-Saint-Ellier-sur-Aubance, Chemellier, Coutures, Luigné, Saint-Saturnin-sur-Loire, Saulgé-l'Hôpital e Vauchrétien para a criação da nova comuna de Brissac Loire Aubance.